# Itaporanga (tiểu vùng)
Itaporanga là một tiểu vùng thuộc bang Paraíba, Brasil. Tiều vùng này có diện tích 3054 km², dân số năm 2007 là 83039 người.